# دی‌کی (خواننده)
دی‌کی (انگلیسی: DK؛ زادهٔ ۱۸ فوریهٔ ۱۹۹۷) خوانندگی اهل کره جنوبی است.